# Tầng Cognac
| Hệ/ Kỷ                                | Thống/ Thế   | Bậc/ Kỳ    | Tuổi (Ma) | Tuổi (Ma) |
| ------------------------------------- | ------------ | ---------- | --------- | --------- |
| Paleogen                              | Paleocen     | Đan Mạch   | trẻ hơn   | trẻ hơn   |
| Creta                                 | Thượng /Muộn | Maastricht | 66.0      | 72.1      |
| Creta                                 | Thượng /Muộn | Champagne  | 72.1      | 83.6      |
| Creta                                 | Thượng /Muộn | Santon     | 83.6      | 86.3      |
| Creta                                 | Thượng /Muộn | Cognac     | 86.3      | 89.8      |
| Creta                                 | Thượng /Muộn | Turon      | 89.8      | 93.9      |
| Creta                                 | Thượng /Muộn | Cenoman    | 93.9      | 100.5     |
| Creta                                 | Hạ/Sớm       | Alba       | 100.5     | ~113.0    |
| Creta                                 | Hạ/Sớm       | Apt        | ~113.0    | ~125.0    |
| Creta                                 | Hạ/Sớm       | Barrême    | ~125.0    | ~129.4    |
| Creta                                 | Hạ/Sớm       | Hauterive  | ~129.4    | ~132.9    |
| Creta                                 | Hạ/Sớm       | Valangin   | ~132.9    | ~139.8    |
| Creta                                 | Hạ/Sớm       | Berrias    | ~139.8    | ~145.0    |
| Jura                                  | Thượng /Muộn | Tithon     | già hơn   | già hơn   |
| Phân chia kỷ Creta theo ICS năm 2017. |              |            |           |           |

Tầng Cognac trong niên đại địa chất là kỳ giữa của thế Creta muộn, và trong thời địa tầng học thì nó là bậc giữa của thống Creta trên. Kỳ Cognac tồn tại từ ~ 89.8 Ma đến 86.3 Ma (Ma: Megaannum, triệu năm trước).
Kỳ Cognac kế tục kỳ Turon, và tiếp sau là kỳ Santon, đều của cùng thế Creta muộn.

## Địa tầng
Tầng Cognac được nhà địa chất người Pháp Henri Coquand lập ra vào năm 1857, và đặt theo tên thành phố Cognac trong vùng Saintonge nước Pháp.
Đáy của kỳ Cognac ứng với lần xuất hiện đầu tiên của loài inoceramid hai mảnh vỏ Cremnoceramus rotundatus. Một hồ sơ tham chiếu chính thức (GSSP) cho điểm đáy đã có vào năm 2009, song vẫn chưa được duyệt. Ứng cử hiện nay là Mỏ đá vôi Salzgitter-Salder 52°07′28″B 10°19′44″Đ / 52,1244°B 10,32883°Đ ở đông nam bang Niedersachsen, Đức.
Đỉnh của kỳ Cognac (đáy của kỳ Santon) được xác định bởi sự xuất hiện của inoceramid hai mảnh vỏ Cladoceramus undulatoplicatus.
Kỳ Cognac chồng lên kỳ Emscher khu vực của Đức, gần giống với kỳ Cognac và Santon. Trong từ địa tầng, Cognac là một phần của đới từ tính C34, cái gọi là Vùng yên tĩnh từ trường kỷ Creta, một khoảng thời gian tương đối dài với phân cực địa từ bình thường.
Tầng Cognac thường được chia thành ba phụ tầng, là dưới, giữa và trên. Trong đại dương Tethys, tầng Cognac chứa ba đới sinh vật ammonit:
- Đới Paratexanites serratomarginatus
- Đới Gauthiericeras margae
- Đới Peroniceras tridorsatum

Trong miền boreal Cognac chỉ chồng lên một đới sinh vật ammonit: đới có Forresteria petrocoriensis

## Cổ sinh

### †Ornithischians
| Đơn vị phân loại  | Hiện diện            | Vị trí                             | Mô tả | Hình ảnh |
| ----------------- | -------------------- | ---------------------------------- | --- | -------- |
| Bactrosaurus      | Turon đến Cognac     | Sa mạc Gobi, Mông Cổ và Trung Quốc | Có thể dài 6 m (20 ft) và cao 2 m (7 ft) khi ở tư thế bốn chân, và nặng 1100 – 1500 kg (2400 - 3300 lb). Giống như nhiều loài khủng long bạo chúa khác, nó có thể chuyển đổi giữa tư thế hai chân và bốn chân, nhưng điều bất thường là nó có những gai lớn nhô ra từ các đốt sống. |          |
| Macrogryphosaurus | Turon đến Cognac sớm | Hệ tầng Portezuelo, Argentina      | Một chi iguanodont cơ bản, một động vật ăn cỏ hai chân lớn |          |

### †Sauropods
| Đơn vị phân loại | Hiện diện | Vị trí                        | Mô tả | Hình ảnh |
| ---------------- | --------- | ----------------------------- | --- | -------- |
| Futalognkosaurus | Cognac    | Hệ tầng Portezuelo, Argentina | Loài Futalognkosaurus dukei , ước tính có chiều dài từ 26 đến 30 m, sánh ngang với Argentinosauru khổng lồ. Chiếc cổ dài của nó chứa 14 đốt sống, và sâu hơn một mét ở nhiều nơi, do các gai thần kinh cực cao của nó có hình dạng "vây cá mập" đặc biệt. Hông cũng cực kỳ lớn và cồng kềnh, đạt chiều rộng gần 3 mét (9,8 ft). [4] Cách viết khác sớm thay thế "Futalongkosaurus" có thể được tìm thấy trong một số báo chí và trên các trang web. |          |
| Mendozasaurus    | Cognac    | Hệ tầng Mendoza, Argentina    | Họ hàng gần với Futalognkosaurus , nó có cổ nặng và gai thần kinh cao. |          |

### †Plesiosaurs
| Đơn vị phân loại | Hiện diện | Vị trí                    | Mô tả                                           | Hình ảnh |
| ---------------- | --------- | ------------------------- | ----------------------------------------------- | -------- |
| Dravidosaurus    | Cognac    | Trichinopoly Group, Ấn Độ | Một plesiosaur nhỏ có chiều dài không xác định. |          |

### Theropods
| Đơn vị phân loại | Hiện diện | Vị trí      | Mô tả | Hình ảnh |
| ---------------- | --------- | ----------- | ----- | -------- |
| Xixiasaurus      |           | Trung Quốc. |       |          |